# Фриза
Фриза (итал. Frisa) — коммуна в Италии, расположена в регионе Абруццо, подчиняется административному центру Кьети.
Население составляет 1940 человек, плотность населения составляет 176 чел./км². Занимает площадь 11 км². Почтовый индекс — 66030. Телефонный код — 0872.
Покровителем коммуны почитается святой великомученик и целитель Пантелеимон, празднование 27 июля.